# Angsttaler
Angsttaler wurden im zeitgenössischen Volksmund und werden noch jetzt in der Numismatik zwei im Königreich Hannover und Großherzogtum Mecklenburg-Schwerin im Revolutionsjahr 1848 geprägte Taler genannt, denen in der Umschrift der Vorderseite der Zusatz V.G.G. („von Gottes Gnaden“) fehlen.

## Hintergrund und Entwicklung im Königreich Hannover
Im März 1848 kam es in vielen Ländern Deutschlands und auch anderen Staaten Europas zu politischen Unruhen, die mit der Forderung nach mehr Demokratie und verfassungsrechtlich garantierten Bürgerrechten verbunden waren. Der Herrscher des Königreichs Hannover, Ernst August I. (Regierungszeit 1837 bis 1851), galt als besonders konservativ. Bereits sein Vorgänger Wilhelm IV. (Regierungszeit 1830 bis 1837) hatte auf den größeren Nominalen seiner Münzen nach seinem Namen den Zusatz V.G.G. für „von Gottes Gnaden“ geführt. Dieser Zusatz sollte den Anspruch unterstreichen, das Recht zu herrschen direkt auf Gottes Willen zurückführen zu können. Er stand damit im Gegensatz zur Idee der Volkssouveränität. 
Ernst August hatte es für die Prägung seiner höheren Nominale in den meisten Fällen fortgeführt, auf der Portraitseite den Zusatz V.G.G. hinter seinem Namen zu ergänzen. Die übliche Umschrift der Nominale vom Sechsteltaler bis zur Zehn-Talergoldmünze lautete: ERNST AUGUST V.G.G. KOENIG V. HANNOVER. Ein in den Jahren 1848 und 1849 geprägter Taler (AKS Nr. 107) variierte diese Umschrift in: ERNST AUGUST KOENIG VON HANNOVER. Der Wegfall des Zusatzes V.G.G. wurde und wird als Zugeständnis an die Aufständischen verstanden. Für diese Deutung spricht, dass Ernst August einen Führer der damaligen Opposition, Stüve, als Innenminister berief. Das Postulat eines Gottesgnadentums gehörte zu den Hauptkritikpunkten der demokratischen Bewegung, so dass es nachvollziehbar erscheint, dass Ernst August mit dem Verzicht auf diesen Zusatz, der keinen unmittelbaren Machtverlust bedeutete, politischen Sprengstoff vermeiden wollte. Der Verzicht wurde aber nicht nur als Rücksichtnahme oder politische Klugheit, sondern auch als Angst des Fürsten vor der demokratischen Bewegung gedeutet.
Allerdings war die Verwendung des Zusatzes V.G.G. auch vor 1848 kein Dogma gewesen. So wurde z. B. in den Jahren 1845 und 1846 eine Fünf-Taler-Goldmünze (AKS Nr. 93) ohne diesen Zusatz geprägt. Der Wegfall des Zusatzes war auch nicht wegen der geringeren Durchmesser der Goldmünzen aus Platzgründen zwingend, da die kleineren Zweieinhalb-Taler-Goldmünzen in diesen Jahren (AKS Nr. 97) den V.G.G.-Zusatz trugen.

## Entwicklung in Sachsen und in Mecklenburg-Schwerin
Im Königreich Sachsen wurden sowohl vor der Revolutionszeit 1848, als auch in diesem Jahr und in den Jahren danach der Zusatz V.G.G. in den Umschriften auf den Münzen weiterverwendet. Es wird vermutet, dass sich wegen der Beliebtheit des sächsischen Königshauses zu dieser Zeit keine Bedenken gegen diesen Zusatz ergaben.
Anders war die Entwicklung im Großherzogtum Mecklenburg-Schwerin. Der erstmals im Jahr 1848 zur Regierungszeit Friedrich Franz II. in Mecklenburg-Schwerin im Vierzehn-Talerfuß (siehe Münzfuß) geprägte Taler (zuvor waren Gulden im Wert von Zwei-Dritteln-Talern geprägt worden) enthielt den Zusatz V.G.G. nicht. Auch diese Prägung wird als „Angsttaler“ (AKS Nr. 37) bezeichnet. Die erste folgende Talerprägung im Jahr 1864 (dazwischen waren keine Taler geprägt worden) trug nun den V.G.G.-Zusatz.